# Čađavac (Nagypisznice)
Čađavac falu Horvátországban Belovár-Bilogora megyében. Közigazgatásilag Nagypisznicéhez tartozik.

## Fekvése
Belovár központjától légvonalban 23, közúton 30 km-re délkeletre, községközpontjától 5 km-re északkeletre a Bilo-hegység déli lejtőin, a Čađavac- és Grebenska-patakok összefolyásánál fekszik.

## Története
A falu neve a „čađav” (kormos) melléknévből származik, korommal belepett helyet jelöl. Valószínűleg a határában folyó patak nevéből tevődött át a településre. Területe a 17. század közepétől népesült be, amikor a török által elpusztított, kihalt területre folyamatosan telepítették be a keresztény lakosságot. 1774-ben az első katonai felmérés térképén „Dorf Chaichavicza” néven találjuk. A település katonai közigazgatás idején a szentgyörgyvári ezredhez tartozott.
Lipszky János 1808-ban Budán kiadott repertóriumában „Chagyavecz” néven szerepel. Nagy Lajos 1829-ben kiadott művében „Chagyavecz” néven 32 házzal, 8 katolikus és 194 ortodox vallású lakossal találjuk.
A katonai közigazgatás megszüntetése után Magyar Királyságon belül Horvát–Szlavónország részeként, Belovár-Kőrös vármegye Belovári járásának része volt. 1857-ben 187, 1910-ben 447 lakosa volt. 1910-ben a népszámlálás adatai szerint lakosságának 65%-a szerb, 20%-a magyar, 8%-a német, 7%-a horvát anyanyelvű volt. 1918-ban az új szerb-horvát-szlovén állam, majd később Jugoszlávia része lett. 1941 és 1945 között a németbarát Független Horvát Államhoz, majd a háború után a szocialista Jugoszláviához tartozott. 1991-től a független Horvátország része. 1991-ben lakosságának 83%-a szerb, 5%-a horvát nemzetiségű volt. 2011-ben 81 lakosa volt, akik főként mezőgazdasággal foglalkoztak.

## Lakossága
| Lakosság változása | Lakosság változása | Lakosság változása | Lakosság változása | Lakosság változása | Lakosság változása | Lakosság változása | Lakosság változása | Lakosság változása | Lakosság változása | Lakosság változása | Lakosság változása | Lakosság változása | Lakosság változása | Lakosság változása | Lakosság változása |
| ------------------ | ------------------ | ------------------ | ------------------ | ------------------ | ------------------ | ------------------ | ------------------ | ------------------ | ------------------ | ------------------ | ------------------ | ------------------ | ------------------ | ------------------ | ------------------ |
| 1857               | 1869               | 1880               | 1890               | 1900               | 1910               | 1921               | 1931               | 1948               | 1953               | 1961               | 1971               | 1981               | 1991               | 2001               | 2011               |
| 187                | 244                | 270                | 341                | 442                | 447                | 494                | 485                | 254                | 298                | 294                | 236                | 204                | 165                | 116                | 81                 |

## Nevezetességei
Szent Tamás apostol tiszteletére szentelt pravoszláv kápolnája a falu közepén áll. A 18. században épített egyhajós, keletelt épület a nyugati homlokzat előtt álló harangtoronnyal.